# کادیلاک فلیت‌وود

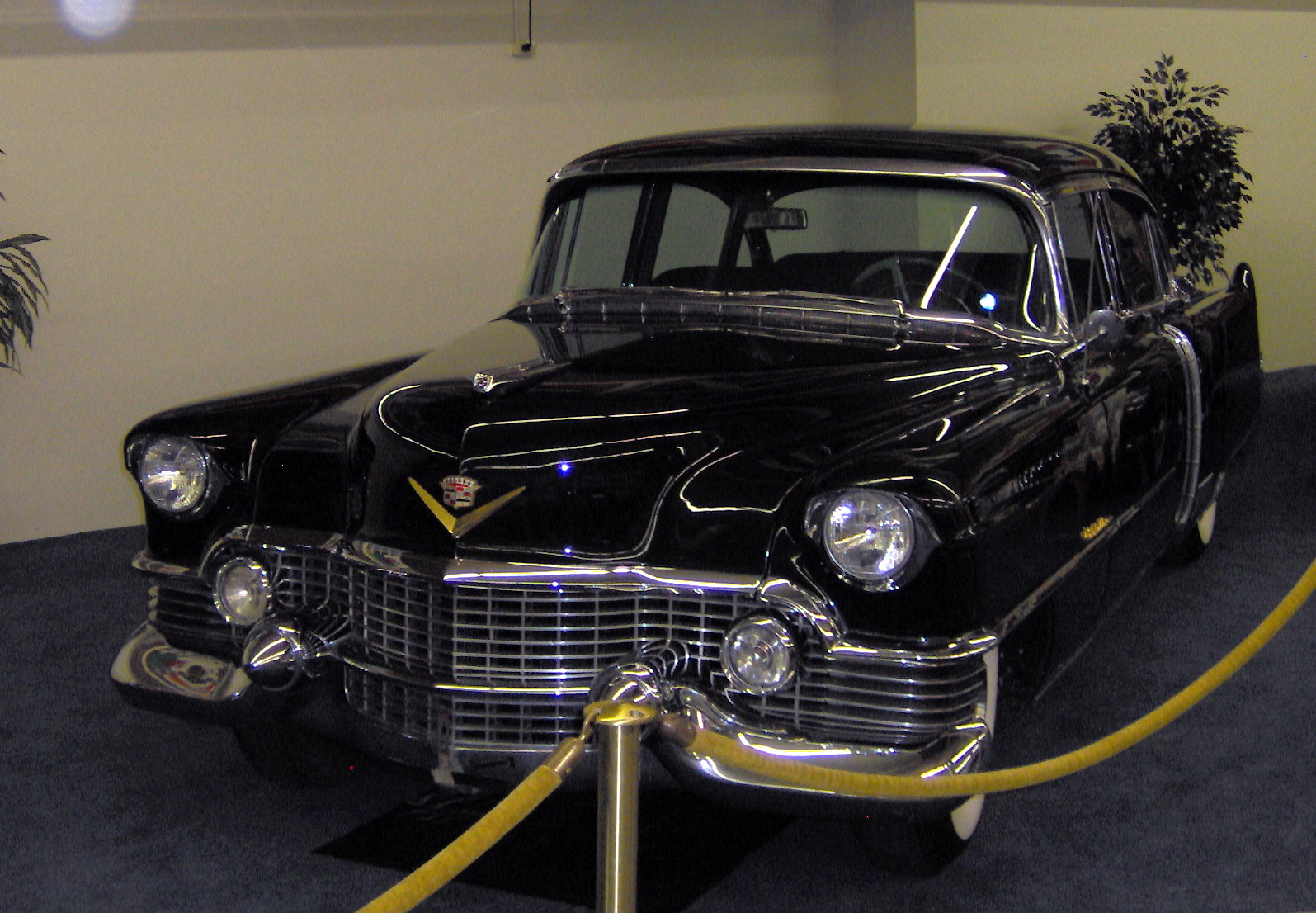
کادیلاک فلیت‌وود، مدل ۱۹۵۴

کادیلاک فلیت‌وود (به انگلیسی: Cadillac Fleetwood) خودرویی است که در سال‌های ۱۹۴۷ تا ۱۹۹۶ تولید شده است.